# Puits artésien
Pour les articles homonymes, voir Artésien (homonymie).
 (octobre 2007).
Si vous disposez d'ouvrages ou d'articles de référence ou si vous connaissez des sites web de qualité traitant du thème abordé ici, merci de compléter l'article en donnant les références utiles à sa vérifiabilité et en les liant à la section « Notes et références ».
1. Aquifère artésien
2. Couche imperméable
3. Aire d'infiltration
4. Puits artésien
5. Niveau de saturation
6. Puits sous-artésien
7. Source artésienne

Diagramme schématique représentant un aquifère artésien :

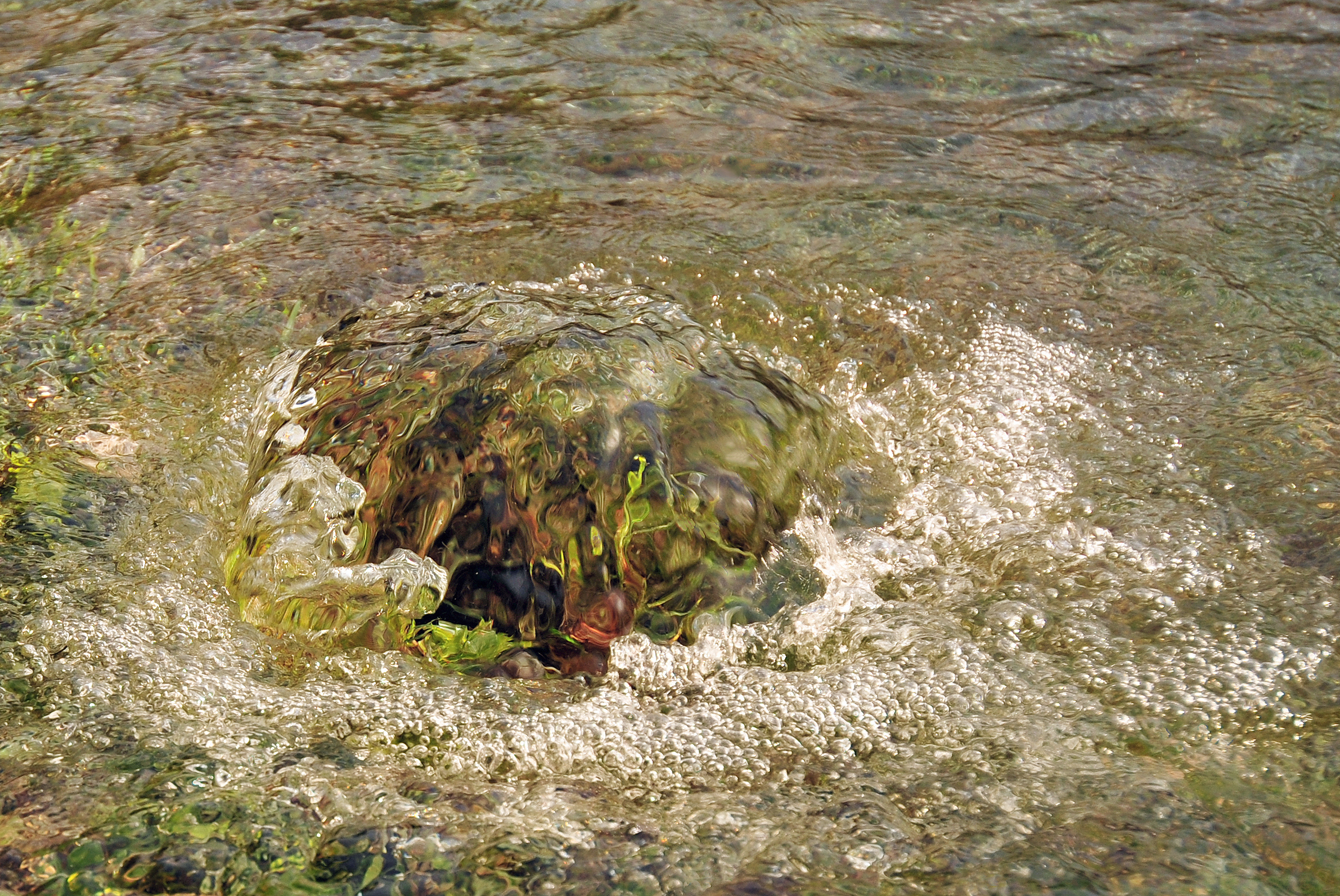
Aquifère artésien.

Un puits artésien (du nom de Lillers-en-Artois) est une exsurgence captant l'eau d'une nappe captive et qui forme un puits où l'eau jaillit spontanément ou non. Il se distingue de la source artésienne, source jaillissant sous pression à travers une fissure, alimentée par l'eau de cette nappe quand le point d'émergence se trouve à une altitude inférieure à celle du niveau hydrostatique de la nappe. 
Le puits peut également être artificiel (forage). 
L’artésianisme est le phénomène de captage de cette eau souterraine à la surface du sol en vertu du principe des vases communicants, sans qu'il soit nécessaire de la pomper. 

## Éléments historiques
De tels puits sont connus depuis le début de l'Antiquité en Perse, en Égypte et sans doute aussi en Syrie. Le développement urbain et le choix de sites d'implantation nécessitant des sources d'eau sûres (monastères, moulins), induit l'essor de l'hydraulique médiévale dans l'Occident qui a été influencée par l'hydraulique orientale. 
L'adjectif artésien provient du nom de l'ancienne province française de l'Artois. Cependant, les historiens sont moins informés sur la datation des sources sur les plateaux de Picardie que sur les sources dans les vallées, d'où l'hypothèse traditionnelle mais probablement fausse selon laquelle le premier puits artésien serait attesté en 1126 dans une abbaye de Lillers-en-Artois, dans une région d'où provenait un grand nombre de participants à la première croisade.

## Description

Structure géologique très simplifiée de la région de Béthune-Lillers (le sud se trouve à gauche, le nord à droite).

L'« artésianisme » résulte d'une configuration géologique et topographique particulière provoquant la mise en pression d'un aquifère ; l'inclinaison de la couche géologique imperméable surmontant cet aquifère le contraignant sous le niveau piézométrique. Si cette couche est forée, l'eau remonte en jaillissant, selon le principe des vases communicants.
Ces eaux souterraines profondes pouvant être chaudes, les puits artésiens sont aussi utilisés dans des systèmes de chauffage géothermique, utilisant le principe des vases communicants et le phénomène du thermosiphon.
On désigne parfois à tort par « puits artésien » un puits foré dans une nappe sous pression, qui n'est pas jaillissante mais simplement « captive ».
Dans ce cas, on devrait parler de « puits subartésien ».

## Origine des puits artésiens
Dès les premiers siècles de notre ère, les peuples de l’Orient connaissaient l’art d’aller chercher dans les profondeurs de la terre l’eau des nappes invisibles, et de la faire monter à la surface du sol, où on l’employait pour tous les usages domestiques et pour les besoins de l’agriculture.
Les oasis qui parsèment les déserts de la Syrie, de l’Arabie et de l’Égypte, doivent leur fertilité aux sources d’eaux jaillissantes pratiquées par la main de l’homme.

## Exemples de puits et de sources

### En France
Tours (Indre-et-Loire) fut, avant Paris, l'une des villes pionnières en Europe en ce qui concerne le forage de puits artésiens. La campagne tourangelle de forages se déroula pendant les années 1830. Ces forages étaient nettement moins profonds qu'en Île-de-France : 150 m en moyenne contre plus de 500 m.
La plupart des puits ont été réalisés par Joseph Degousée (1795-1862) qui s'associera plus tard avec son gendre Charles-Auguste Laurent (1821-1870). Les premiers alimentaient des fontaines de quartier, puis ils furent forés pour des casernes, une filature de soie, des brasseries, des moulins à céréales, des jardins, des cultures et un abattoir.
En Dordogne, le Blâme naît au puits de Bontemps d'une source artésienne, vers 143 mètres d'altitude, sur la commune de Brouchaud.

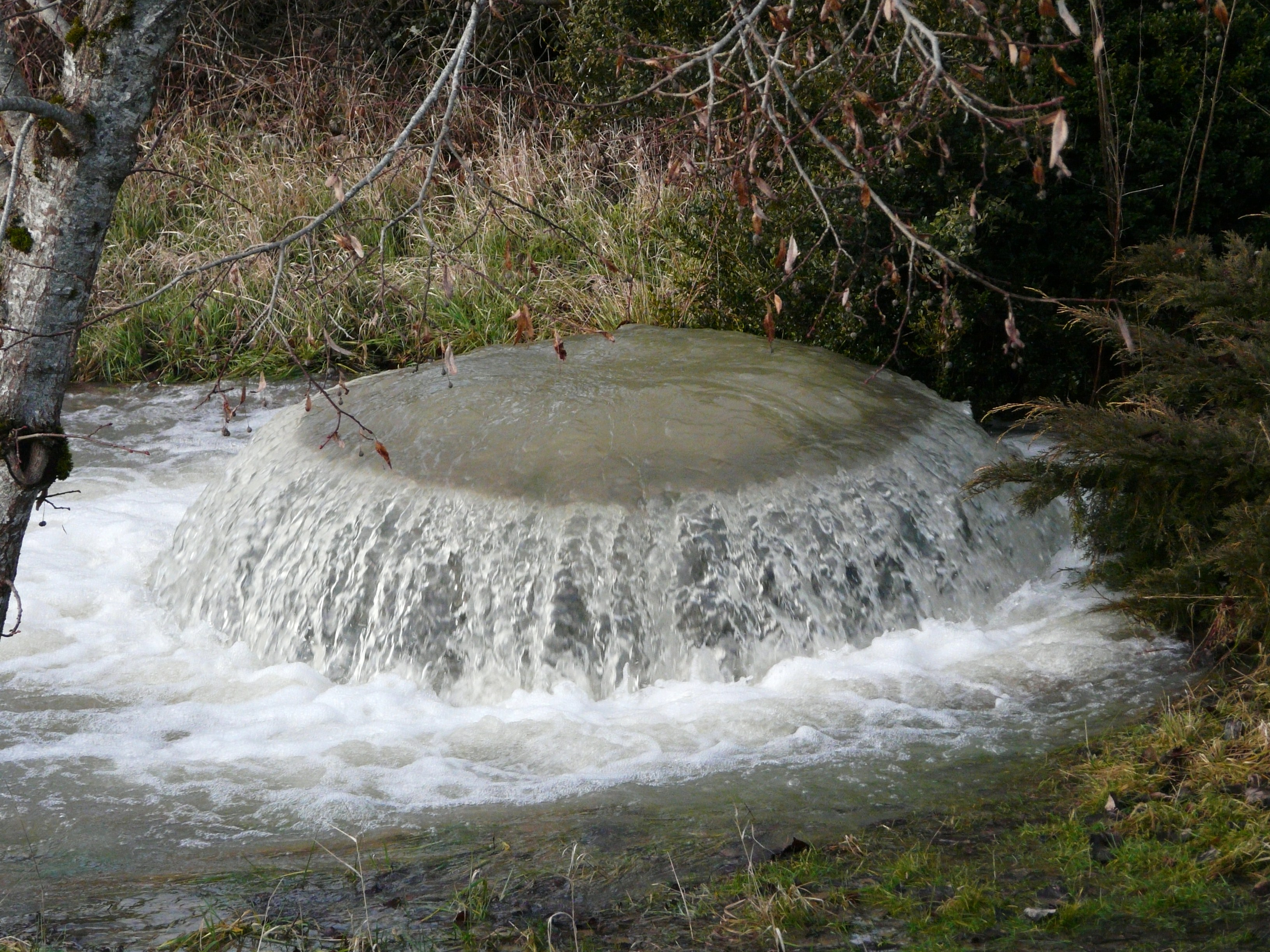
Source artésienne du puits de Bontemps…
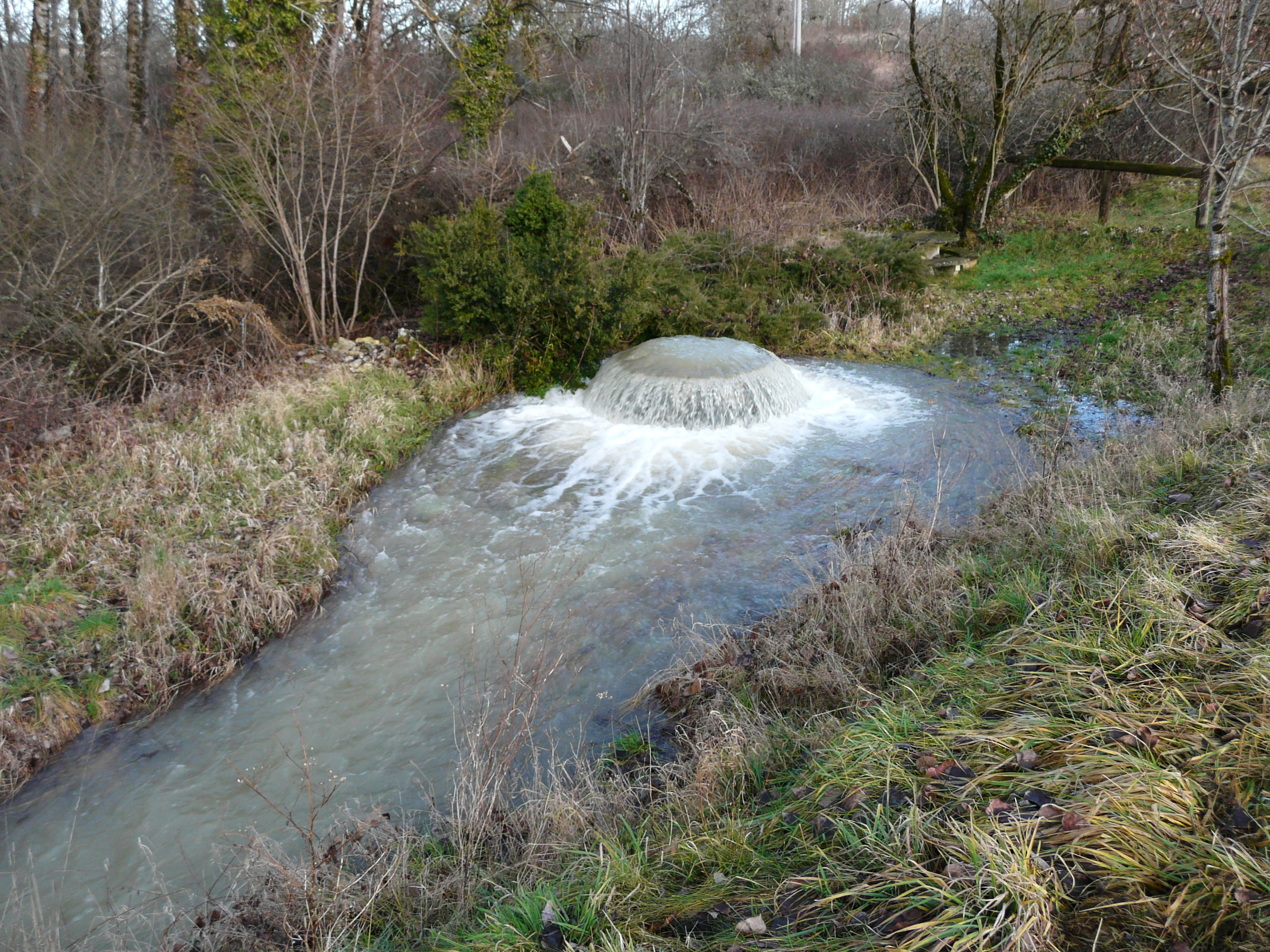
…après plusieurs journées de fortes pluies.
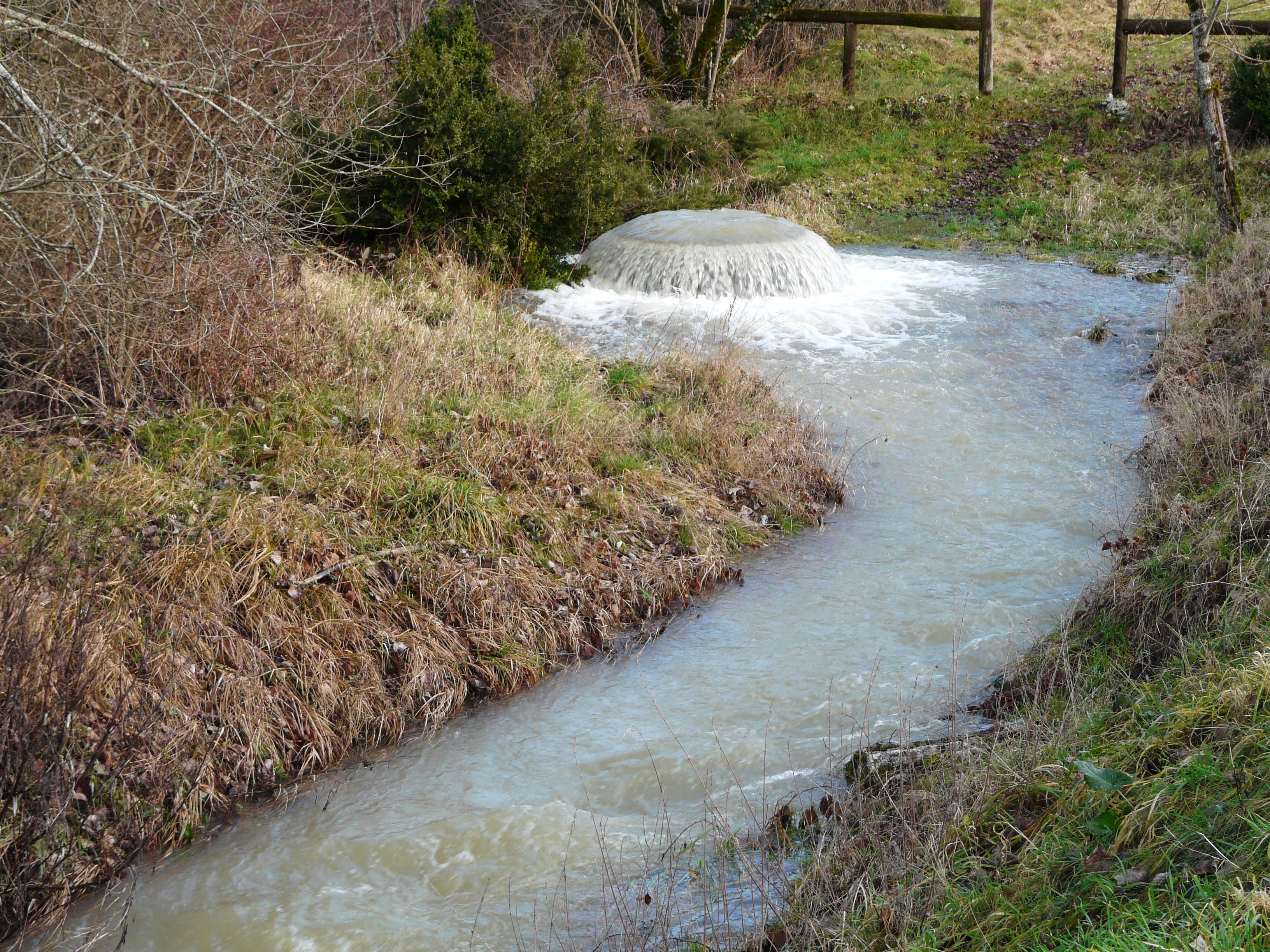
Le ruisseau le Blâme…
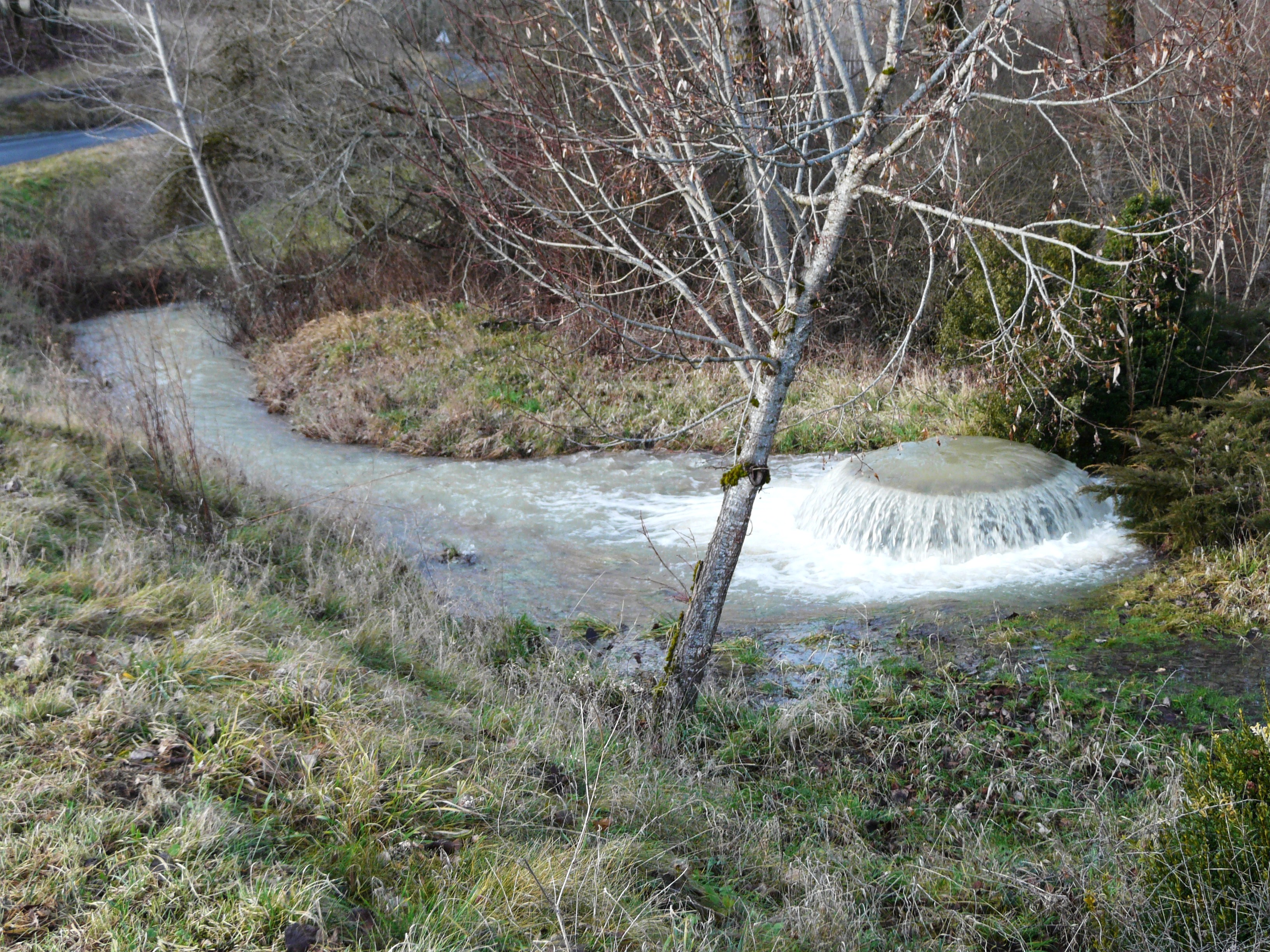
…à Brouchaud, en Dordogne.
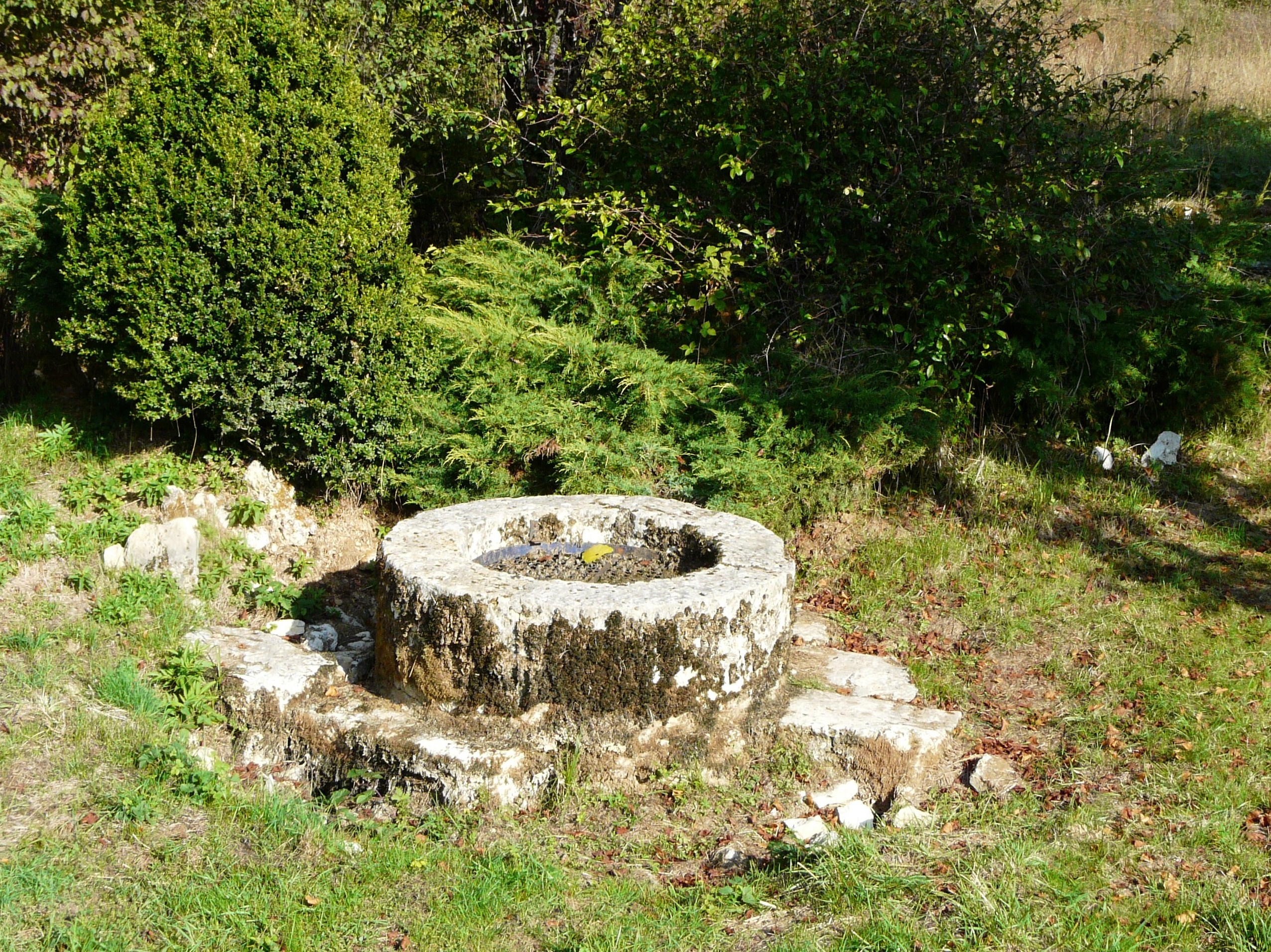
Le même puits en période normale.

Dans le parc du château de Beaulon, en Charente-Maritime, des exsurgences artésiennes appelées Fontaines bleues doivent leur couleur bleu turquoise à la présence d'algues microscopiques.

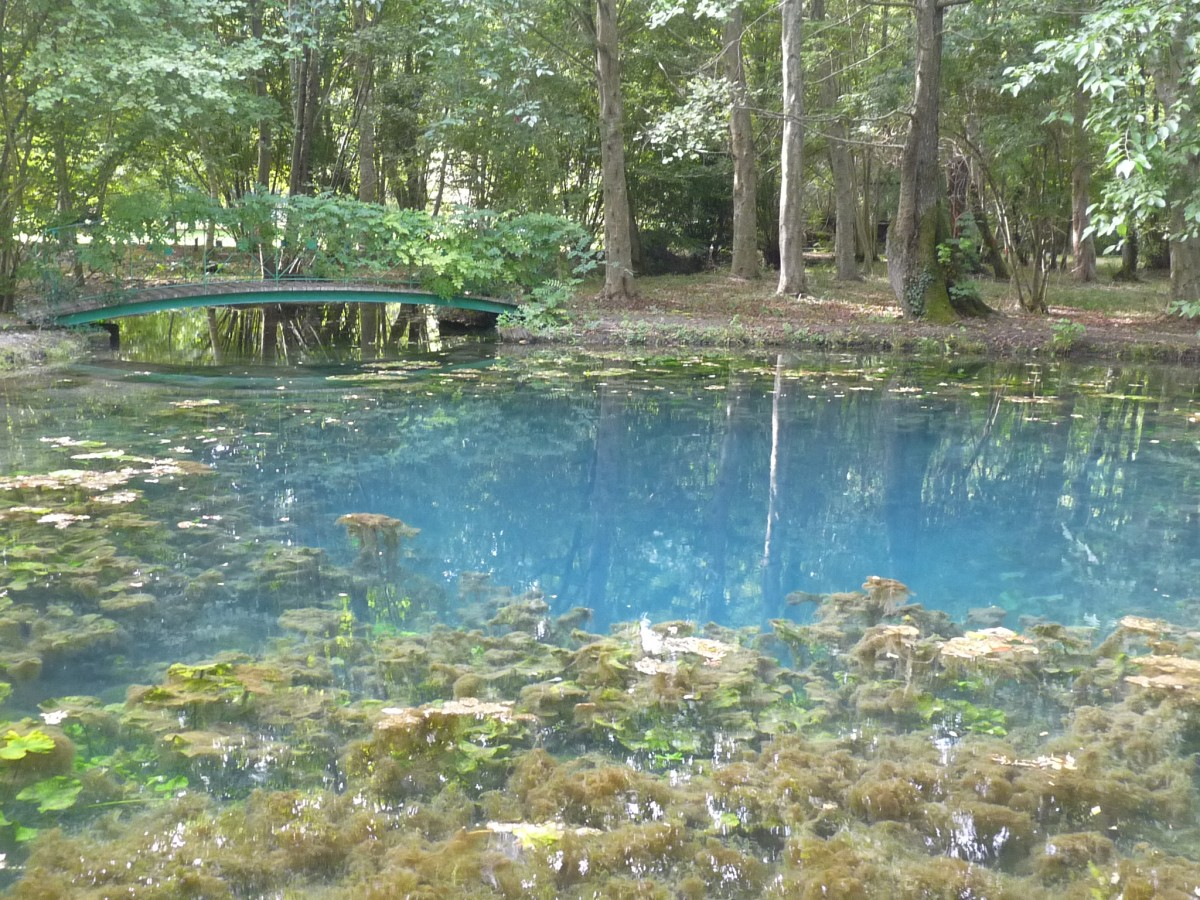
La fontaine aux fées, château de Beaulon.

### En Espagne
La Fuente de Cella (es) est située dans la ville de Cella, dans la communauté autonome d'Aragon. Construit au XIIe siècle, ce grand puits artésien est considéré comme un des plus grands, des plus larges et des plus profonds d'Europe.

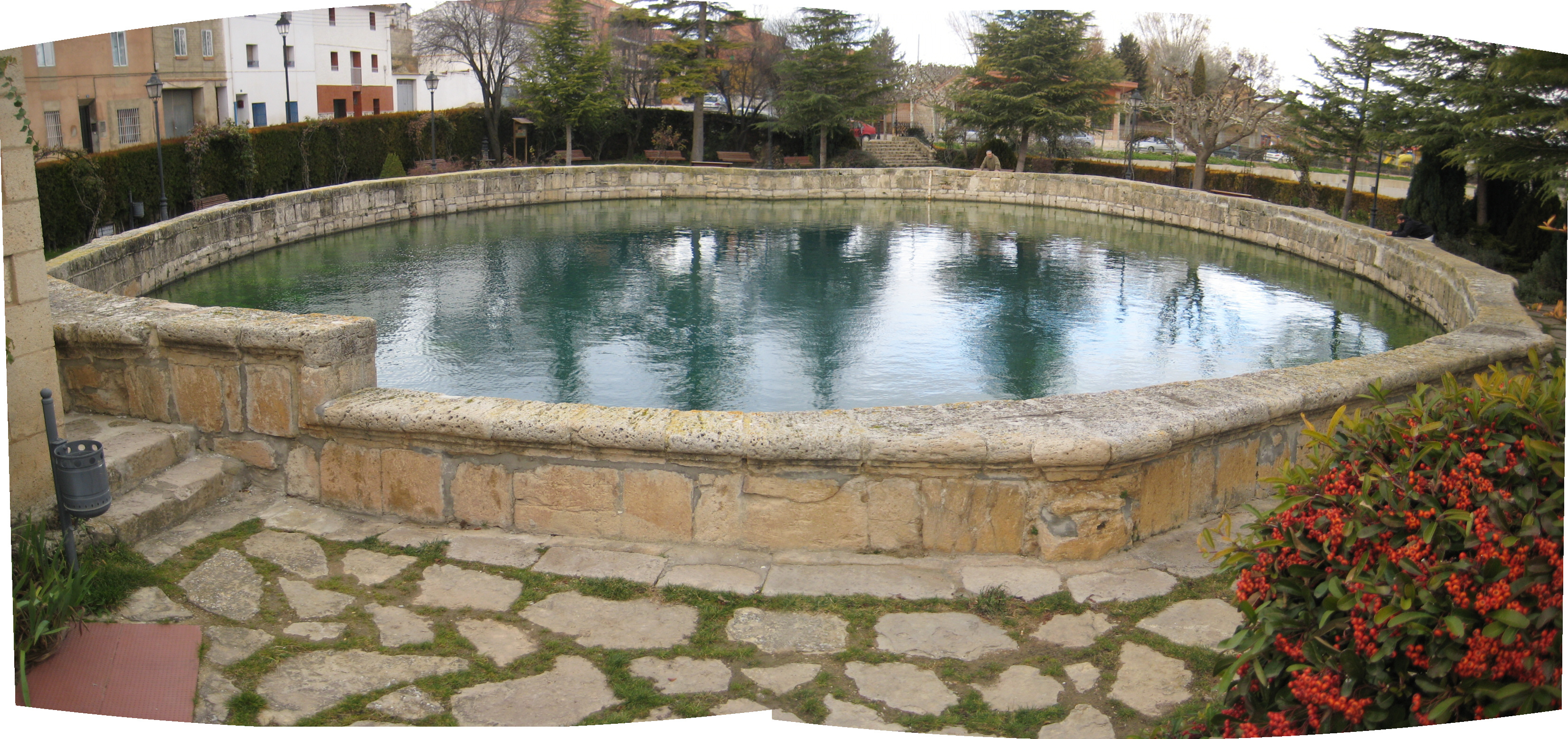
Fuente de Cella.

### Aux États-Unis
- Liste des puits artésiens aux États-Unis (en)